# Skjenaust
Skjenaust est une localité du comté de Nordland, en Norvège.

## Géographie
Administrativement, Skjenaust fait partie de la kommune de Steigen.